# Свети Антон (Малинска-Дубашница)
Свети Антон (хрв. Sveti Anton) је насељено мјесто у општини Малинска-Дубашница, на острву Крк, Приморско-горанска жупанија, Хрватска.

## Историја
До територијалне реорганизације у Хрватској био је у саставу старе општине Крк.

## Становништво
У попису становништва из 2011. године, Свети Антон је имао 149 становника.
| Број становника према пописима | Број становника према пописима | Број становника према пописима | Број становника према пописима | Број становника према пописима | Број становника према пописима | Број становника према пописима | Број становника према пописима | Број становника према пописима | Број становника према пописима | Број становника према пописима | Број становника према пописима | Број становника према пописима | Број становника према пописима | Број становника према пописима | Број становника према пописима |
| ------------------------------ | ------------------------------ | ------------------------------ | ------------------------------ | ------------------------------ | ------------------------------ | ------------------------------ | ------------------------------ | ------------------------------ | ------------------------------ | ------------------------------ | ------------------------------ | ------------------------------ | ------------------------------ | ------------------------------ | ------------------------------ |
| 1857                           | 1869                           | 1880                           | 1890                           | 1900                           | 1910                           | 1921                           | 1931                           | 1948                           | 1953                           | 1961                           | 1971                           | 1981                           | 1991                           | 2001                           | 2011                           |
| 116                            | 128                            | 156                            | 152                            | 141                            | 156                            | 152                            | 149                            | 142                            | 134                            | 119                            | 88                             | 102                            | 100                            | 121                            | 149                            |

Напомена: До 1961. исказивано под именом Свети Антон, 1971. и 1981. Антон.